# Birger Simonsson
Birger Jörgen Simonsson (født 3. marts 1883 i Uddevalla ; død 11. oktober 1938 i Stockholm, var en svensk maler, der blev en vigtig formidler af modernismen i Sverige.
Efter i en periode at have arbejdet ved jernbanerne besluttede Simonsson sig 1904 for at blive maler, og opholdt sig derefter 1904-05 på Zahrtmanns malerskole i København og foråret 1906 ved Académie Colarossi. 
Med blandt andet Isaac Grünewald og Leander Engström dannede han 1907 gruppen De unga.
Som for Opponenterna i 1885 skulle man optræde sammen og præsentere de nye kunstneriske bestræbelser på egne udstillinger. Det lykkedes, og udstillingerne i Hallins kunsthandel i 1909-11 betegnes normalt som modernismens gennembrud i svensk kunst.
1909-10 var Simonsson elev hos Henri Matisse i Paris.
1931 blev han professor ved Kungliga Konsthögskolan, som da endnu ikke var udskilt fra Kungliga Akademien för de fria konsterna. 
|  |  |  | 1909, 1910 og 1911 udstillede gruppens medlemmer i 'Hallins konsthandel' (sv) i Stockholm. Efter debutudstillingen kaldtes de også 1909 års män. I kunsthistorien har de stået for det moderne gennembrud i svensk kunst. |

| - Birger Simonsson portrætteret - Selvportræt - Tegning af Isaac Grünewald - 'Kunstnerkammerater' Af Grünewald, 1909 Fra venstre: Sigfrid Ullman, Knut Janson, Birger Simonsson |

| - Portrætter udført af Birger Simonsson - Hustruen Ingrid Simonsson 1885-1977 - Greta Knutson, 1899-1983 Svensk modernistisk maler, poet og kunstkritiker - Signe Hvistendahl Norsk-svensk kunstner 1881-1943 - 'Lucette' |

| - Andre værker af Birger Simonsson - St. Anne, Provence, 1923 - Lektielæsning, 1934 - Kysten ved Bohuslän |

| - Drenge - To piger på trappen - Atelieret |